# Saison 2015-2016 du Borussia Dortmund
Maillots
Chronologie
Saison précédente Saison suivante
La saison 2015-2016 du Borussia Dortmund est la 107e saison du club. Il est impliqué dans 3 compétitions : la Bundesliga, la DFB Pokal et la Ligue Europa.

## Saison
Le club effectue une saison plus ou moins réussie. Elle réussit notamment  à se qualifier à nouveau en Ligue des champions. Malheureusement, elle se loupe dans l'un de ses objectifs majeurs: en effet elle est éliminée en quart de finale de la ligue Europa face au Liverpool football club, compétition qu'elle souhaitait remporter comme son tombeur. Il ne lui reste donc à ce moment de la saison que l'espoir de gagner la coupe d'Allemagne où elle est qualifiée pour la finale; sachant que les espoirs de titres s'étaient envolés à la suite du match nul lors du match contre schalke 04, le reléguant à 10 points du Bayern à la fin du championnat.  
Le club finit deuxième du championnat avec 78 points, 10 de moins que le Bayern et renoue avec la qualification ligue des champions et termine bien évidemment... en perdant la finale de la coupe contre le Bayern de munich.

### Matchs amicaux
Le 3 juillet 2015, le Borussia commence sa tournée de pré-saison par un match contre le VfL Rhede (victoire 5-0). Le lendemain, elle affronte la Team Gold et domine largement son adversaire avec un résultat sans appel de 17-0. Pierre-Emerick Aubameyang, Jonas Hofmann et Ciro Immobile inscrivent chacun un triplé. Le 7 juillet, les Allemands vont au Japon pour défier le Kawasaki Frontale. Dortmund s'impose 6-0. Deux jours après, le club domine le Johor FC chez eux en Malaisie (6-1). Le 17 juillet, le VfL Bochum remporte à domicile son match contre le Borussia malgré un but de Jeremy Dudziak (2-1). Les deux derniers matchs de pré-saison se jouent en Suisse. Le 21 juillet, Dortmund gagne 4-1 contre le FC Lucerne. Le 25 juillet, les Borussen retrouvent la Juventus FC qui l'avait éliminé de la Ligue des champions de l'UEFA en 2015. Néanmoins, deux buts de Aubameyang et Reus donne la victoire au club.

### Matchs officiels
Le 9 août, en Coupe d'Allemagne, le Borussia commence officiellement sa saison par une victoire contre Chemnitzer (2-1). 
Le 15 août, pour la première journée de championnat, le Borussia s'impose nettement contre Mönchengladbach (4-0). Le 20 août, en match de barrage de Ligue Europa, Dortmund parvient à remporter une partie improbable, où il est mené 3-0 par les norvégiens de Odds avant de gagner 4-3 avec un doublé d'Aubameyang. Le 23 août, pendant la seconde journée de Bundesliga, Dortmund récidive en marquant à quatre reprises contre le FC Ingolstadt 04 et prend ainsi la tête du championnat. Il reste également leader après les deux journées suivantes : victoires 3-1 à domicile contre le Hertha Berlin et 4-2 à Hanovre 96. Il conserve la tête du championnat à la suite de la victoire face au Bayer Leverkusen (3-0).Le club perd la première place au profit du Bayern Munich après un match nul (1-1) à Hoffenheim. Le match suivant se solde à nouveau sur un nul (2-2), à domicile cette fois contre Darmstadt. 
Le Borussia commence sa campagne européenne par une victoire obtenue dans les arrêts de jeux (2 à 1) contre le FK Krasnodar et un match nul (1-1) face au PAOK Salonique qui est le troisième matchs sans victoire de suite du club après les matchs contre Hoffenheim et Darmstadt. Cependant nous pouvons constater que le club est sur une série de 13 matchs sans défaites. Cette série est stoppée à Munich avec une lourde défaite (5-1), ce résultat porte également un coup au championnat car le Bayern de Munich grâce à sa victoire compte désormais 7 points d'avance sur le Borussia. Le Borussia renoue avec la victoire lors de la journée suivante contre le FSV Mayence (2-0). La troisième journée de Ligue Europa est remporté face à Qabala (3-1). La rencontre qui suit en championnat est à domicile contre le FC Augsbourg, celle-ci est remporté sur le score de 5 buts à 1. Pour le compte du 2e tour de Coupe d'Allemagne de football le Borussia reçoit le SC Paderborn, malgré l'ouverture du score par les visiteurs le match est remporté 7 à 1. La journée de championnat qui suit est synonyme de victoire pour le Borussia qui gagne 3-1 à Bremen. Cela lui permet de revenir à cinq longueurs du leader, le Bayern. À l'issue de la 4e journée de Ligue Europa, le club se qualifie pour les seizième de finale avec une victoire 4-0 contre Qabala. Le Derby de la Ruhr est gagné par le borussia à domicile sur le score serré de 3-2, ce résultat permet aux jaunes et noirs de prendre 8 points d'avances sur le troisième. Le déplacement à Hambourg est soldé par une défaite 3-1. Une 2e défaite consécutive est ensuite enregistrée à  Krasnodar (0-1). Le club se reprend ensuite en gagnant à domicile 4-1 contre le VfB Stuttgart puis 2-1 à  Wolfsbourg. L'équipe perd à domicile face au PAOK Salonique (0-1) et termine donc deuxième de son groupe en Ligue Europa. Face à l'Eintracht Francfort le borussia remporte le match 4 buts à 1 malgré l'ouverture du score des visiteurs à la 6e minute par l'intermédiaire d'Alexander Meier. Le dernier match de la phase aller en Championnat d'Allemagne se solde par une défaite à Cologne sur le score de 2 à 1 malgré l'ouverture du score de Sokrátis Papastathópoulos.    
La seconde partie de saison débute par une victoire (1-3) chez le Borussia Mönchengladbach. La journée suivante le Borussia est tenu en échec (0-0) à Berlin le talentueux troisième qui est maintenu à 10 points de Dortmund. En coupe d'Allemagne, l'équipe vient se qualifier à Stuttgart (3-1) en demi-finale. Le match a domicile face à Hanovre 96 est remporté 1 à 0. En Ligue Europa, le club maîtrise facilement le Futebol Clube do Porto et gagne le match aller en Allemagne 2 buts à 0.     
Le choc face à Leverkusen est remporté 1 à 0 à l'extérieur avec comme anecdote un arbitre qui renvoyé les 2 équipes aux vestiaires durant 10 minutes. Elle valide sa qualification en huitième de finale de l'europa ligue à Porto en gagnant 1-0. l'équipe s'impose à domicile 3-1 face au TSG 1899 Hoffenheim et 2-0 à Darmstadt. Le choc Bayern Munich- Borussia Dortmund se solde par un 0-0, le Borussia restant à 5 unités du leader. Le match aller des huitièmes d'Europa ligue est facilement reporté par l'équipe 3-0 face au dauphin de la Premier league: le Tottenham Hotspur Football Club.       
Le match à domicile face au fsv Mainz se solde par un 2-0 en faveur des hommes de Thomas Tuchel, sans grandes difficultés. Le Borussia se qualifie en quart de finale de ligue Europa en s'imposant 2-1 à Tottenham. Les borussens s'imposent ensuite à Augbourg 3-1 puis 3-2 à domicile face au Werder Brême. Le match aller se termine sur un nul (1-1) à domicile face à Liverpool. Le derby de la Ruhr à Gelsenkirchen se solde également par un score identique de 2 buts partout éloignant le club à sept points désormais du premier. L'équipe est éliminée de coupe d'Europe après une défaite 4 à 3 à Liverpool.
Le match face à Hambourg est facilement remporté 3-0. Les derniers matchs de Bundesliga se termine sur une défaite 1-0 à l'Eintracht Francfort et un match nul 2-2 face au 1. FC Cologne.                    
La saison se solde par une deuxième place au championnat derrière l'intouchable Bayern Munich et une finale de coupe perdu également contre lui.           
| Nom                  | Poste             | Nationalité  | Transfert       | Date          | Provenance/Destination   | Division       |
| Arrivées             |                   |              |                 |               |                          |                |
| Gonzalo Castro       | Milieu de terrain | Allemagne    | Transfert       | Mercato d'été | Bayer Leverkusen         | Bundesliga     |
| Julian Weigl         | Milieu de terrain | Allemagne    | Transfert       | Mercato d'été | TSV 1860 Munich          | Bundesliga     |
| Roman Bürki          | Gardien de but    | Suisse       | Transfert       | Mercato d'été | SC Fribourg              | Bundesliga     |
| Jonas Hofmann        | Milieu de terrain | Allemagne    | Retour de prêt  | Mercato d'été | FSV Mayence              | Bundesliga     |
| Moritz Leitner       | Milieu de terrain | Allemagne    | Retour de prêt  | Mercato d'été | VfB Stuttgart            | Bundesliga     |
| Park Joo-ho          | Défenseur         | Corée du Sud | Transfert       | Mercato d'été | FSV Mayence              | Bundesliga     |
| Adnan Januzaj        | Milieu de terrain | Belgique     | Prêt            | Mercato d'été | Manchester United        | Premier League |
| Départ               |                   |              |                 |               |                          |                |
| Sebastian Kehl       | Milieu de terrain | Allemagne    | Fin de carrière | Mercato d'été | -                        | -              |
| Zlatan Alomerović    | Gardien de but    | Serbie       | Transfert       | Mercato d'été | FC Kaiserslautern        | 2. Bundesliga  |
| Mitchell Langerak    | Gardien de but    | Australie    | Transfert       | Mercato d'été | VfB Stuttgart            | Bundesliga     |
| Miloš Jojić          | Milieu de terrain | Serbie       | Transfert       | Mercato d'été | FC Cologne               | Bundesliga     |
| Ciro Immobile        | Attaquant         | Italie       | Prêt            | Mercato d'été | Séville FC               | Liga BBVA      |
| Kevin Kampl          | Milieu de terrain | Slovénie     | Transfert       | Mercato d'été | Bayer Leverkusen         | Bundesliga     |
| Jeremy Dudziak       | Défenseur         | Allemagne    | Transfert       | Mercato d'été | FC Sankt Pauli           | 2. Bundesliga  |
| Oliver Kirch         | Milieu de terrain | Allemagne    | Transfert       | Mercato d'été | SC Paderborn             | Bundesliga     |
| Jakub Błaszczykowski | Milieu de terrain | Pologne      | Prêt            | Mercato d'été | ACF Fiorentina           | Serie A        |
| Kevin Großkreutz     | Milieu de terrain | Allemagne    | Transfert       | Mercato d'été | Galatasaray SK           | Süper Lig      |
| Jonas Hofmann        | Milieu de terrain | Allemagne    | Transfert       |               | Borussia Mönchengladbach | Bundesliga     |

## Équipe

### Joueurs prêtés pour la saison 2015-2016
Le tableau suivant liste les joueurs en prêts pour la saison 2015-2016.
| Joueurs prêtés |    |                       |                      |                     |           |                |  |
| \| N° \| P. \| Nat. \| Nom \| Date de naissance \| Sélection \| Club en prêt \| \| \| 11 \| A \| \| Ciro Immobile \| 20/02/1990 (35 ans) \| Italie \| Séville FC \| \| \| 16 \| M \| \| Jakub Błaszczykowski \| 14/12/1985 (39 ans) \| Pologne \| ACF Fiorentina \| \| |    |                       |                      |                     |           |                |  |
| N° | P. | Nat.                  | Nom                  | Date de naissance   | Sélection | Club en prêt   |  |
| 11 | A  | Drapeau de l'Italie   | Ciro Immobile        | 20/02/1990 (35 ans) | Italie    | Séville FC     |  |
| 16 | M  | Drapeau de la Pologne | Jakub Błaszczykowski | 14/12/1985 (39 ans) | Pologne   | ACF Fiorentina |  |

| N° | P. | Nat.                  | Nom                  | Date de naissance   | Sélection | Club en prêt   |  |
| 11 | A  | Drapeau de l'Italie   | Ciro Immobile        | 20/02/1990 (35 ans) | Italie    | Séville FC     |  |
| 16 | M  | Drapeau de la Pologne | Jakub Błaszczykowski | 14/12/1985 (39 ans) | Pologne   | ACF Fiorentina |  |

## Statistiques

### Statistiques individuelles

#### Statistiques des buteurs[6]
| Place   | Nom                       | Bundesliga | DFB Pokal | Ligue Europa | Total des buts |
| ------- | ------------------------- | ---------- | --------- | ------------ | -------------- |
| 1       | Pierre-Emerick Aubameyang | 25         | 3         | 11           | 39             |
| 2       | Marco Reus                | 12         | 2         | 9            | 23             |
| 2       | Henrikh Mkhitaryan        | 11         | 7         | 5            | 23             |
| 4       | Shinji Kagawa             | 9          | 1         | 3            | 13             |
| 5       | Adrian Ramos              | 9          | 1         |              | 10             |
| 6       | Gonzalo Castro            | 3          | 3         | 1            | 7              |
| 7       | Matthias Ginter           | 3          |           | 1            | 4              |
| 8       | Mats Hummels              | 2          |           | 1            | 3              |
| 8       | Ilkay Gundogan            | 1          | 1         | 1            | 3              |
| 10      | Jonas Hofmann             | 1          |           | 1            | 2              |
| 10      | Lukasz Piszczek           |            | 1         | 1            | 2              |
| 10      | Christian Pulisic         | 2          |           |              | 2              |
| 13      | Park Joo-Ho               |            |           | 1            | 1              |
| 13      | Sokratis Papastathópoulos |            | 1         |              | 1              |
| 13      | Erik Durm                 |            | 1         |              | 1              |
| Détails | 15 buteurs                | 80         | 17        | 37           | 134            |

#### Statistiques des passeurs
|         | Nom                       | Bundesliga | DFB Pokal | Ligue Europa | Total de passe |
| ------- | ------------------------- | ---------- | --------- | ------------ | -------------- |
| 1       | Henrikh Mkhitaryan        | 20         | 2         | 10           | 32             |
| 2       | Shinji Kagawa             | 9          | 2         | 2            | 13             |
| 3       | Pierre-Emerick Aubameyang | 6          | 3         | 3            | 12             |
| 4       | Gonzalo Castro            | 7          | 2         | 2            | 11             |
| 5       | Matthias Ginter           | 7          | 1         | 2            | 10             |
| 6       | Marcel Schmelzer          | 5          |           | 3            | 8              |
| 6       | Marco Reus                | 4          | 2         | 2            | 8              |
| 8       | Lukasz Piszczek           | 3          | 2         | 2            | 7              |
| 8       | Ilkay Gundogan            | 3          | 1         | 3            | 7              |
| 10      | Adrian Ramos              | 5          | 1         |              | 6              |
| 11      | Jonas Hofmann             | 2          |           | 2            | 4              |
| 11      | Mats Hummels              | 2          |           | 2            | 4              |
| 13      | Adnan Januzaj             | 2          |           | 1            | 3              |
| 14      | Sven Bender               |            |           | 2            | 2              |
| 14      | Park Joo-Ho               |            | 1         | 1            | 2              |
| 14      | Nuri Sahin                | 2          |           |              | 2              |
| 14      | Moritz Leitner            | 2          |           |              | 2              |
| 18      | Julian Weigl              |            |           | 1            | 1              |
| 18      | Neven Subotic             |            |           | 1            | 1              |
| 18      | Erik Durm                 | 1          |           |              | 1              |
| Détails | 20 passeurs               | 80         | 17        | 37           | 134            |